# Random-Access Memory
Random-Access Memory (der oder das; englisch random[-]access memory, zu Deutsch: „Speicher mit wahlfreiem/direktem Zugriff“ = Direktzugriffsspeicher), abgekürzt RAM, ist ein Datenspeicher, der besonders bei Computern als Arbeitsspeicher Verwendung findet, meist in Form von mehreren Speicherbausteinen auf einem Speichermodul. Die gängigsten Formen gehören zu den Halbleiterspeichern. RAM wird als integrierter Schaltkreis hauptsächlich in Silizium-Technologie realisiert und in allen Arten von elektronischen Geräten eingesetzt.

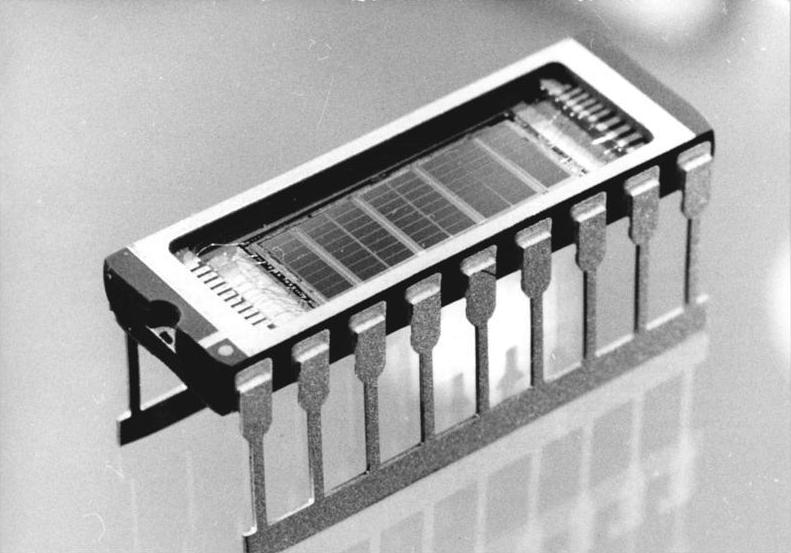
DRAM-Chip U61000D mit 1 MiBit.

## Charakteristik

Prinzipielle Anordnung der Speicherzellen in Reihen und Spalten (Matrix) in einem RAM

Die Bezeichnung des Speichertyps als „wahlfrei“ bedeutet in diesem Zusammenhang, dass jede Speicherzelle über ihre Speicheradresse direkt angesprochen werden kann. Der Speicher muss also nicht sequenziell oder in Blöcken ausgelesen werden. Bei großen Speicherbausteinen erfolgt die Adressierung jedoch nicht über die einzelnen Zellen, sondern über ein Wort, dessen Breite von der Speicherarchitektur abhängt. Das unterscheidet das RAM von blockweise zu beschreibenden Speichern, den sogenannten Flash-Speichern.
Der Begriff Random-Access Memory wird heute immer im Sinne von „Schreib-lese-RAM“ (read-write random-access memory – RWRAM) verwendet. Es gibt weitere Speicherarten mit wahlfreiem Zugriff, insbesondere Nur-Lese-Speicherbausteine (Festwertspeicher, ROM). Da die Bezeichnung RAM missverständlich ist, wurde zeitweise versucht, den Namen „read-write memory“ (RWM, Schreib-Lese-Speicher) zu etablieren, der sich jedoch nicht durchsetzte.

## Geschichte
Die Entstehung des Begriffs geht in die Anfangszeit der modernen Computer zurück, bei denen alle Daten auf sequentiell zu lesenden Speicherformen wie Lochkarten oder Magnetbändern vorlagen, die zur Verarbeitung in schnelle Rechenregister geladen wurden. Um Zwischenergebnisse schneller bereitzuhalten, wurden zeitweise Verzögerungsleitungen (englisch delay line) für Zwischenwerte eingesetzt, bis dann die Ferritkernspeicher eingeführt wurden. Diese beschreibbaren Speicher hatten schon die gleiche Form des Matrixzugriffes wie heutige RAMs. Zu jener Zeit waren die schnellen Speichertypen alle beschreibbar und die wesentliche Neuerung bestand im wahlfreien Zugriff der magnetischen Kernspeicher und der nachfolgend auf Halbleiterspeichern aufsetzenden RAM-Bausteine.

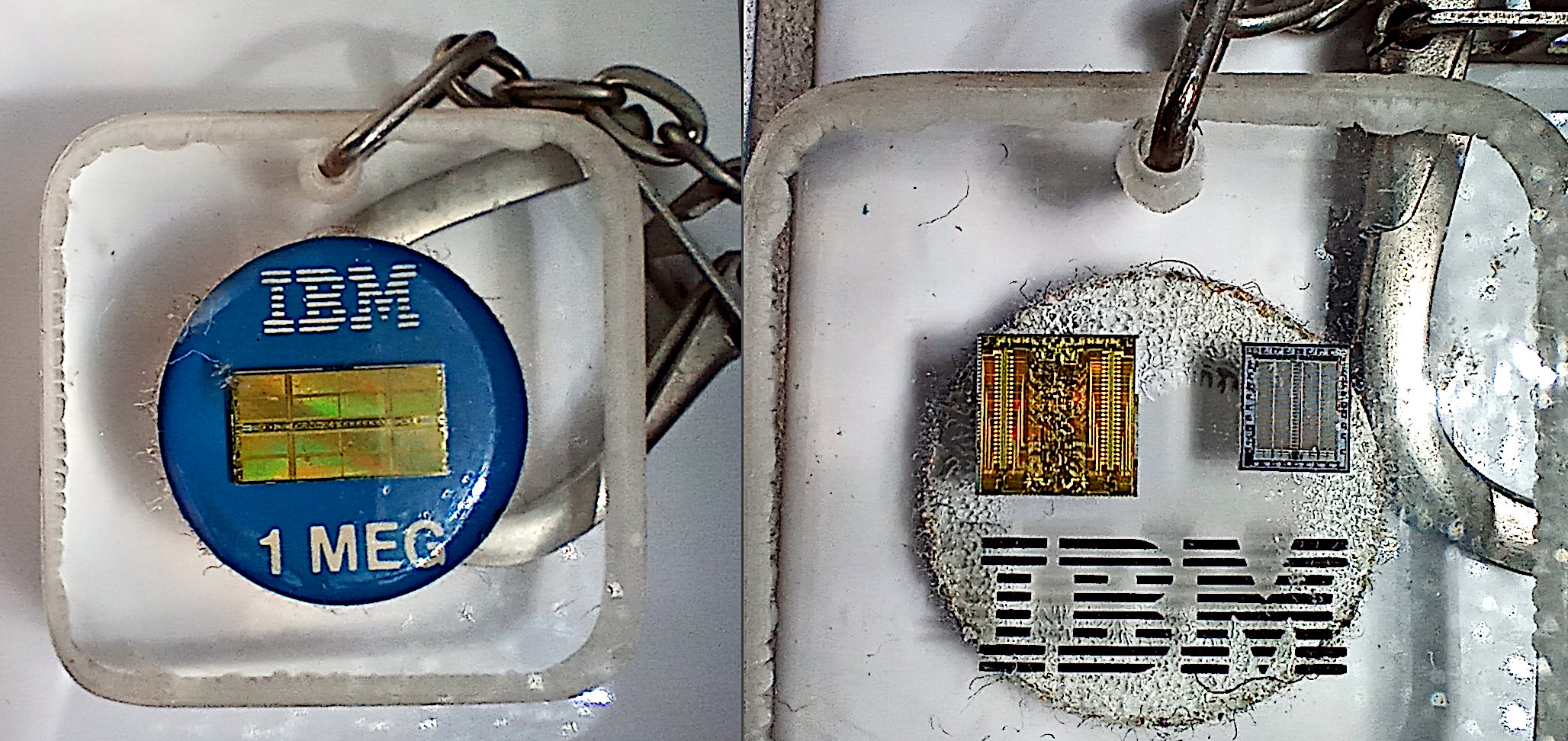
1 MBit Speicher als Werbegeschenk

Die Halbleiterspeicher fingen mit einer Busbreite von 4 Bit an, um mit dem IC 74181 zu arbeiten. Sehr schnell kamen die 8 Bit ICs dazu, die mit z. B. 128 × 8 Bit = 1 kBit pro IC bereit stellten. Ein Board mit 128 kB bestand dann Mitte der 1970er Jahre aus mindestens 1024 ICs und war in einem 19" Einschub fast so groß wie ein Backblech. Die Speicherdichten pro Chip wuchsen schnell. Mitte der 1980er Jahre präsentierte IBM ihren ersten eigenen 1 MBit-Chip (intern 16 × 64 kBit). Er wurde zusammen mit einem 256 kBit und 64 kBit Chip in Harz eingegossen als Anhänger an einem Schlüsselbund als Werbegeschenk verteilt.

## Ansteuerung von RAM-Chips

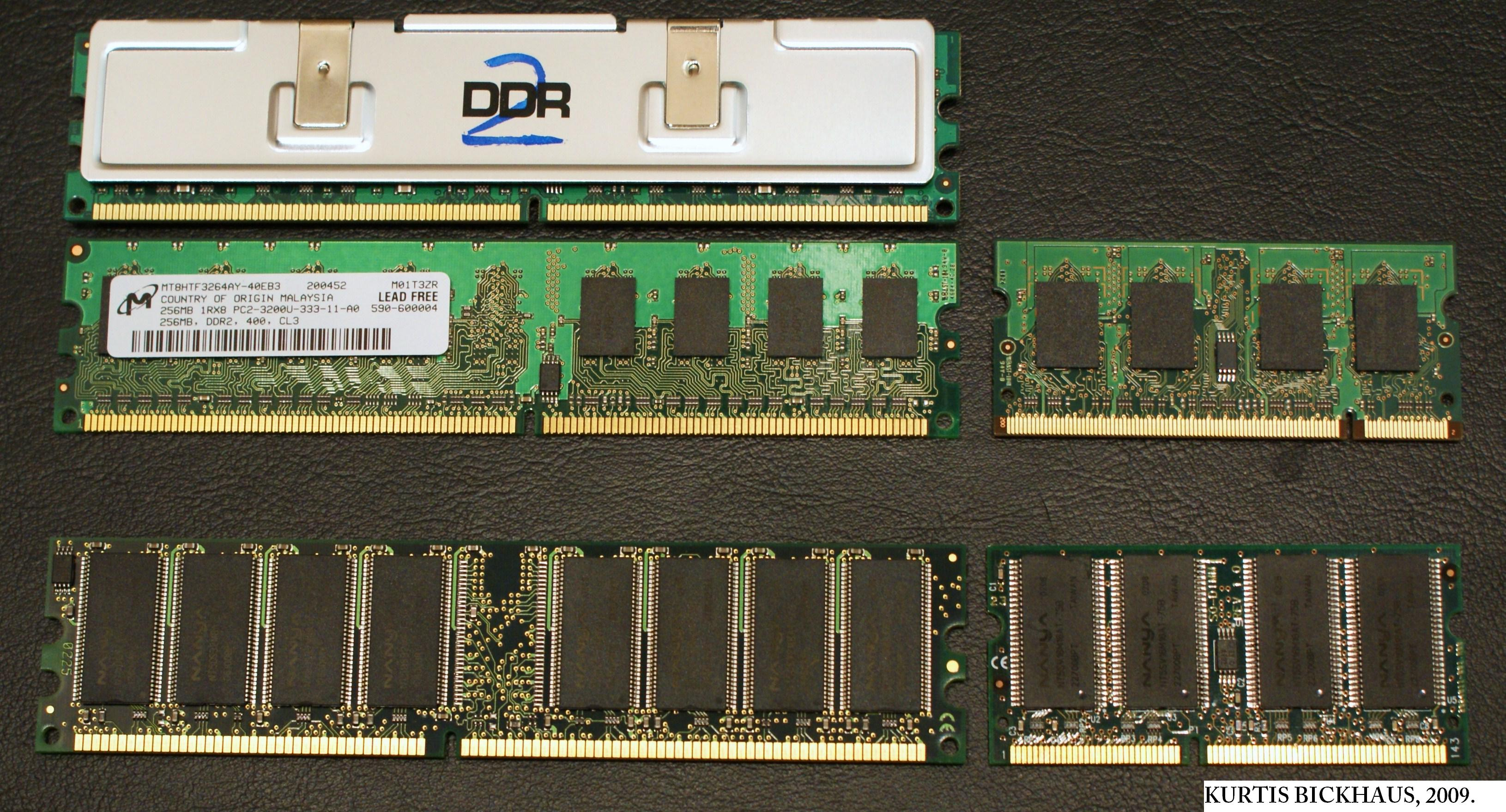
Unterschiedliche DDR-RAM-Speichermodule

Je nach Typ von RAM-Baustein erfolgt die Ansteuerung synchron zu einem Taktsignal oder asynchron ohne Takt. Der wesentliche Unterschied besteht darin, dass bei der asynchronen Variante die Daten erst nach einer bestimmten, bausteinabhängigen Laufzeit zur Verfügung stehen bzw. geschrieben sind. Diese, unter anderem materialabhängigen, zeitlichen Parameter weisen Exemplarstreuungen auf und sind von verschiedenen Einflüssen abhängig, weshalb bei asynchronen Speichern der maximale Durchsatz stärker limitiert ist als bei synchronen Speicheransteuerungen. Bei synchronen Speichern wird die zeitliche Ausrichtung der Steuersignale durch ein Taktsignal festgelegt, wodurch sich deutlich höhere Durchsatzraten ergeben.
Synchrone RAMs können sowohl statische als auch dynamische RAMs sein (siehe unten). Beispiele für synchrone SRAMs sind Burst-SRAMs oder ZBTRAMs. Asynchrone SRAMs sind meist langsamere Low-Power SRAMs, die beispielsweise bei kleineren Mikrocontrollern als externer Datenspeicher Anwendung finden. Bei den dynamischen RAMs sind die seit Ende der 1990er Jahre üblichen synchronen SDR-SDRAMs und deren Nachfolger, die DDR-SDRAMs, als Beispiel zu nennen, während die davor üblichen DRAMs wie EDO-DRAMs asynchrone DRAM-Bausteine darstellen.
Steuerleitungen
Eine Steuerleitung gibt dem Chip vor, ob gelesen oder geschrieben werden soll. Meist heißt der Pin R/W. Oft gibt es eigene Chip-Select-Pins CS und/oder Output-Enable-Pins OE. Wenn einer dieser Pins den Chip auf inaktiv setzt, werden vor allem die Datenleitungen (s. u.) auf hochohmig (Tri-State) geschaltet, um die Bussignale der anderen, jetzt aktiven Chips nicht zu stören. Wenn es sich um DRAMs handelt, gibt es einen eigenen Pin zur Unterscheidung zwischen RAS- und CAS-Adressteil (s. u.). Dieser heißt meist RAS/CAS.
Adressierung
Heute haben RAM-Chips meist weniger Datenpins als die Wortbreite des Prozessors oder seines Speichercontrollers erfordert. Daher fasst man eine entsprechende Anzahl RAM-Chips zu einer „Bank“ zusammen, die dann über ein gemeinsames Chip-Select-Signal angesprochen wird. Ihre Datenleitungen decken dann zusammen die komplette Wortbreite ab. Um Bits in einer Bank zu adressieren, sendet die Speichersteuerung die Adressinformation über entsprechende Adressbusleitungen an die entsprechende Bank. Bei DRAMs wird der Adressbus normalerweise gemultiplext und in zwei Hälften über identische Pins in den Baustein geführt, einmal als RAS (englisch row address strobe) und einmal als CAS (englisch column-address strobe). Dagegen wird bei SRAMs zwecks höherer Geschwindigkeit meist der komplette Adressbus an Pins geführt, so dass der Zugriff in einer einzigen Operation erfolgen kann.
Datenleitungen
Ein RAM-Chip weist mindestens eine bidirektionale (nämlich durch den R/W-Pin gesteuerte) Datenleitung auf. Oft findet man auch 4, 8 oder 16 Datenpins, je nach Auslegung. Die Kapazität eines Chips in Bits ergibt sich dann durch die Datenbusbreite mal der Anzahl der möglichen Adresswerte (2Adressbusbreite) bzw. bei DRAMs (22×Adressbusbreite).

## Versorgungsspannung
Der Energiebedarf der flüchtigen RAM-Typen hängt stark ab von ihrer Betriebsspannung, im Allgemeinen steigt er quadratisch zu steigender Spannung. Er kann je nach Speichergröße mehrere Watt betragen, was sich insbesondere bei Mobilgeräten spürbar auf die Akkulaufzeit auswirkt. Daher versuchen die Hersteller kontinuierlich, den Energiebedarf zu senken und eine niedrigere Versorgungsspannung zu ermöglichen.
Die Versorgungsspannung von (JEDEC-konformen) SDRAM zeigt folgende Tabelle:
| Typ           | Spannung |
| ------------- | -------- |
| SDRAM         | 3,30 V   |
| DDR-SDRAM     | 2,50 V   |
| DDR2-SDRAM    | 1,80 V   |
| DDR3-SDRAM    | 1,50 V   |
| DDR3-SDRAM LP | 1,25 V   |
| DDR4-SDRAM    | 1,20 V   |
| DDR4-SDRAM LV | 1,05 V   |
| DDR5-SDRAM    | 1,10 V   |

## Arten von RAM
Es gibt verschiedene technische Umsetzungen von RAMs. Die heute gängigsten werden hauptsächlich in Computern eingesetzt und sind „flüchtig“ (auch: volatil), das heißt, die gespeicherten Daten gehen nach Abschaltung der Stromzufuhr verloren. Es gibt allerdings RAM-Typen, die ihre Information auch ohne Stromzufuhr erhalten (nicht volatil). Diese werden NVRAM genannt. Die folgende Auflistung ist nach dem grundlegenden Funktionsprinzip geordnet:
- Random-Access Memory (RAM)
  - flüchtiges (volatiles) RAM
    - Statisches RAM (SRAM)
    - Dynamisches RAM (DRAM)
      - Synchronous Dynamic RAM (SDRAM, DDR-SDRAM usw.)
      - Pseudostatisches RAM (PSiRAM)

  - Nichtflüchtiges RAM (non-volatile RAM)
    - Ferroelektrisches RAM (FRAM, FeRAM)
    - Magnetisches RAM (MRAM), Racetrack-Speicher, Magnetblasenspeicher
    - Phasenwechsel-RAM (PRAM, PCRAM)
    - Resistives RAM (RRAM, ReRAM)

### Statisches RAM (SRAM)
Statisches RAM (SRAM) bezeichnet meist kleinere elektronische Speicherbausteine im Bereich bis zu einigen MiBit. Als Besonderheit behalten sie ihren Speicherinhalt, welcher in bistabilen Kippstufen gespeichert wird, ohne laufende Auffrischungszyklen – es genügt das Anliegen einer Versorgungsspannung. Von diesem Umstand leitet sich auch die Bezeichnung ab; sie gilt historisch auch für Kernspeicher, der selbst spannungslos über Jahre seinen Zustand nicht ändert.
SRAM benötigt deutlich mehr Bauelemente (und Chipfläche) als DRAM (s. u.) – konkret vier bis sechs Transistoren je Speicherbit gegenüber einem (plus einem Speicherkondensator) in einer DRAM-Zelle – und ist daher für große Speichermengen zu teuer. Es bietet jedoch sehr kurze Zugriffszeiten und benötigt keine Refresh-Zyklen wie bei DRAM.
Anwendungen liegen beispielsweise in Computern als Cache und bei Mikrocontrollern als Arbeitsspeicher. Sein Inhalt ist flüchtig (volatil; englisch volatile), das heißt die gespeicherte Information geht bei Abschaltung der Betriebsspannung verloren. In Kombination mit einer Pufferbatterie kann aus dem statischen RAM eine spezielle Form von nicht flüchtigem Speicher NVRAM realisiert werden, da SRAM-Zellen ohne Zugriffszyklen nur einen sehr geringen Leistungsbedarf aufweisen und die Pufferbatterie über mehrere Jahre den Dateninhalt im SRAM halten kann.

### Dynamisches RAM (DRAM)

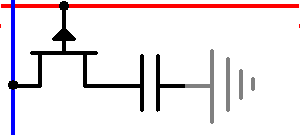
Prinzipieller Aufbau einer DRAM-Zelle

Dynamisches RAM (DRAM) bezeichnet einen elektronischen Speicherbaustein, der hauptsächlich in Computern als Arbeitsspeicher eingesetzt wird. Sein Inhalt ist flüchtig (volatil), das heißt die gespeicherte Information geht beim Abschalten der Betriebsspannung verloren. Bei DRAM geht die Information jedoch selbst bei aufrechterhaltener Betriebsspannung (!) rasch verloren und muss deshalb regelmäßig „aufgefrischt“ werden – daher die Namensgebung „dynamisch“.
Die Informationen werden in Form des Ladezustandes eines Kondensators gespeichert – beispielsweise ‚geladen‘ = '1', 'entladen' = ‚0‘. Ihr sehr einfacher Aufbau macht die Speicherzelle zwar sehr klein (6 bis 10 F²), allerdings entlädt sich der Kondensator mit seiner geringen Kapazität durch die auftretenden Leckströme schnell, und der Informationsinhalt geht verloren. Daher müssen die Speicherzellen regelmäßig wiederaufgefrischt werden. DRAM-Module mit eingebauter Steuerschaltung zum Auffrischen können sich nach außen hin wie SRAM verhalten. Dies wird als pseudostatisches RAM bezeichnet.
Im Vergleich zum SRAM ist DRAM wesentlich preiswerter pro Bit, weshalb man ihn vor allem dort verwendet, wo eine große Ram-Menge benötigt wird, beispielsweise für den Arbeitsspeicher eines Computers.

### Phase-change RAM(PCRAM, PRAM)

Aufbau einer PRAM-Zelle

Phase-change RAM (PRAM) befindet sich u. a. bei Samsung noch in der Entwicklung. Er soll als Ersatz von S- und DRAM dienen und Vorteile gegenüber NOR-Flash-Speicher haben, zum Beispiel sollen Schreibzugriffe wesentlich schneller sein und die Anzahl der Schreib-/Lese-Zyklen soll um ein Vielfaches höher sein als NOR-Flash-Speicher. Dabei belegt er weniger Fläche und ist einfacher in der Herstellung.

### Resistives RAM (RRAM, ReRAM)
Resistive RAM (RRAM oder ReRAM) bezeichnet einen nichtflüchtigen elektronischen RAM-Speichertyp, der durch Änderung des elektrischen Widerstandes eines schwach leitfähigen Dielektrikums Information speichert.